# Friedhof Haga

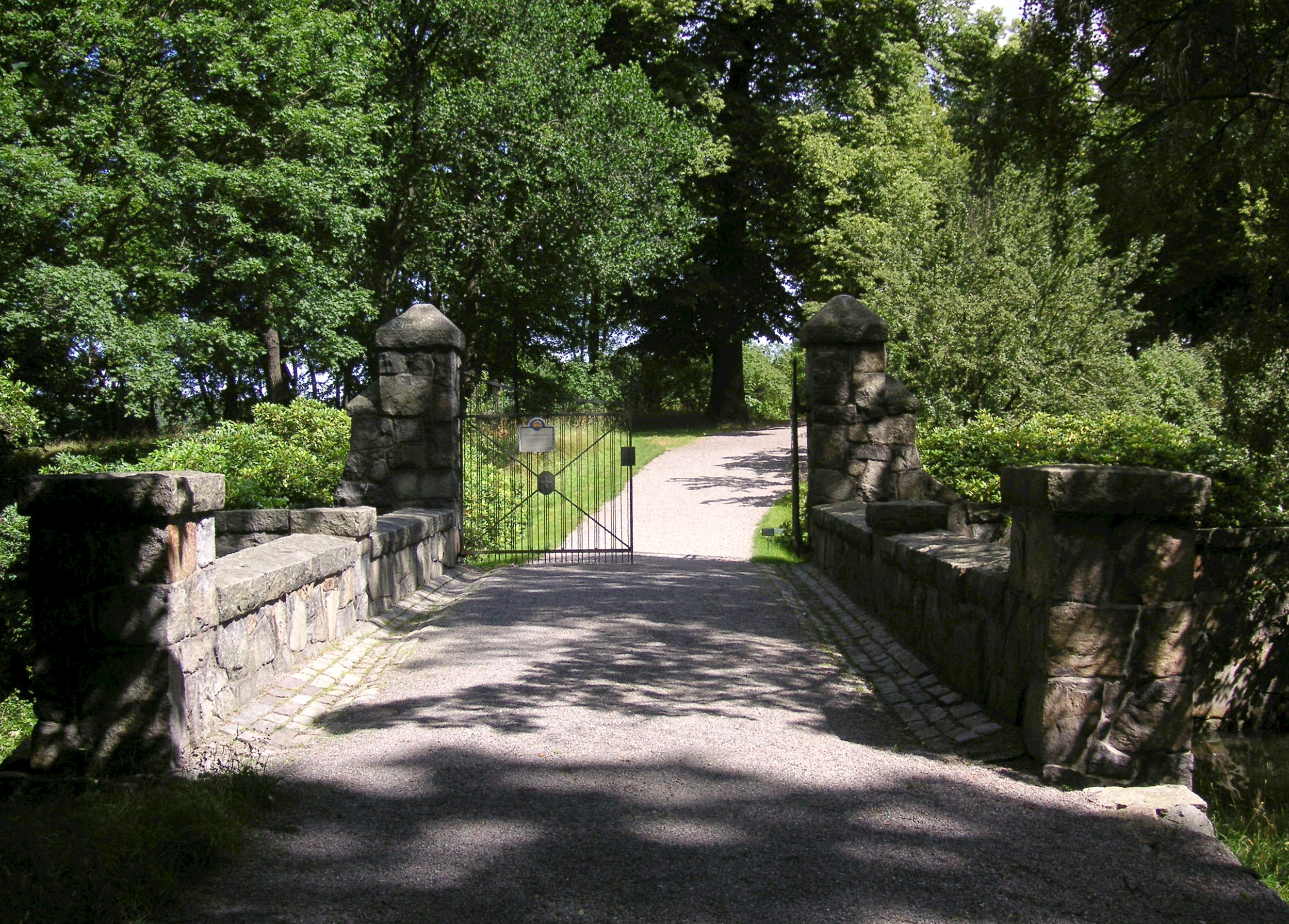
Eingang zum Hagapark

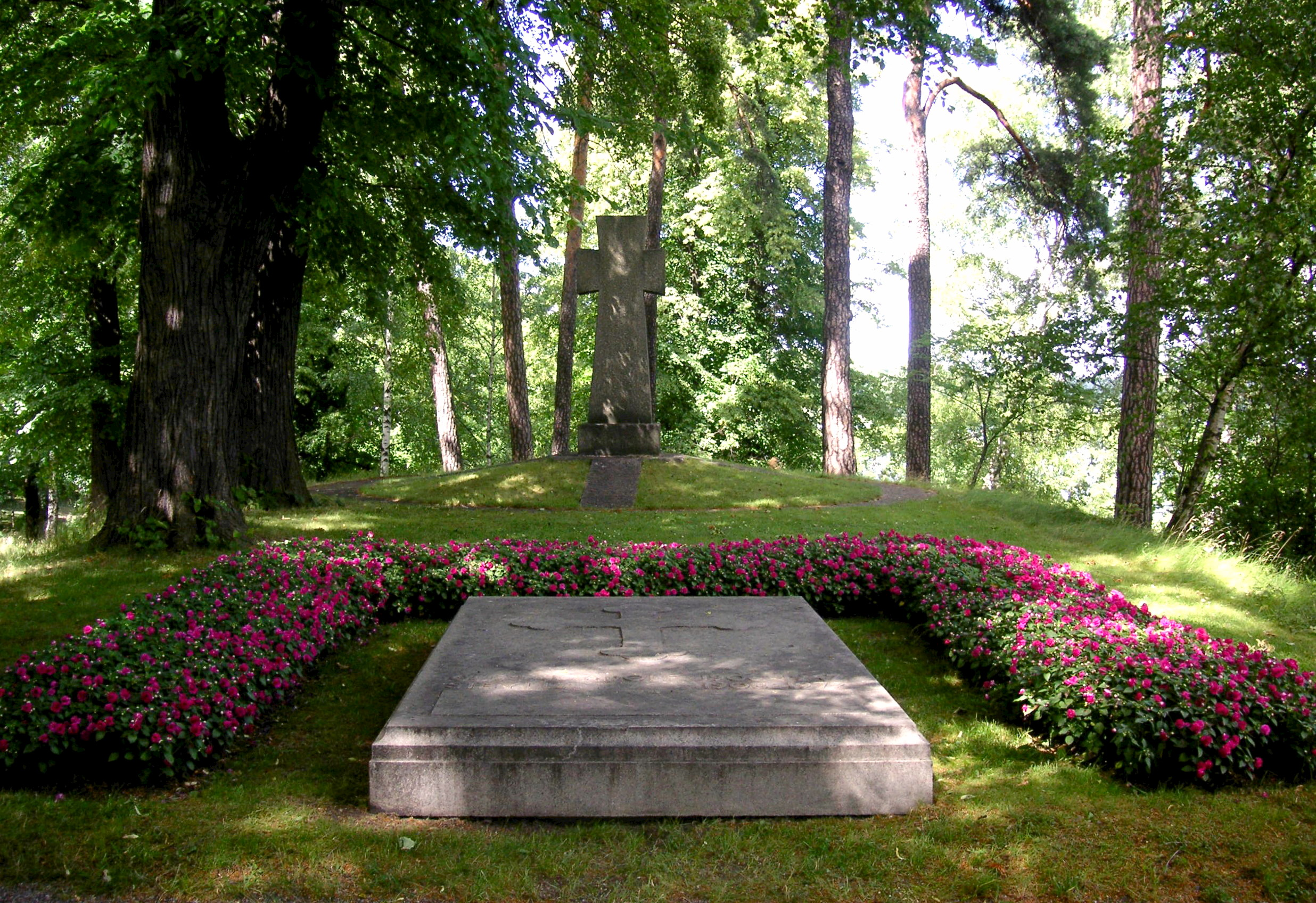
Grab von Kronprinz Gustav Adolf, Vater des gegenwärtigen Königs Karl XVI. Gustav

Der Königliche Friedhof Haga (schwedisch Kungliga begravningsplatsen i Haga) befindet sich im Nordwesten von Solna im Hagapark.
Kronprinzessin Margareta († 1920) verfügte testamentarisch, dass sie in keiner Kirche begraben werden wolle, und fand ihre Ruhestätte stattdessen auf einem Gelände im Hagapark. Seitdem werden die Mitglieder der schwedischen Königsfamilie (Nachkommen von König Oskar II.) nun dort und nicht mehr in der traditionellen Grablege, der Riddarholmskyrkan, beerdigt.
Folgende Mitglieder der Dynastie Bernadotte liegen auf dem Friedhof Haga begraben:
1. Kronprinzessin Margareta (15. Januar 1882–1. Mai 1920) –  erste Gemahlin von König Gustaf VI. Adolf
2. Erbprinz Gustaf Adolf (22. April 1906–26. Januar 1947) –  Sohn von König Gustaf VI. Adolf
3. Prinz Carl, Herzog von Västergötland (27. Februar 1861–24. Oktober 1951) –  Sohn von König Oskar II.
4. Ingeborg von Dänemark, Herzogin von Västergötland (2. August 1878–12. März 1958) –  Gemahlin von Prinz Carl
5. Königin Louise (13. Juli 1889–7. März 1965) –  zweite Gemahlin von König Gustaf VI. Adolf
6. Prinzessin Sibylla (18. Januar 1908–28. November 1972) –  Gemahlin von Kronprinz Gustaf Adolf
7. König Gustaf VI. Adolf (11. November 1882–15. September 1973)
8. Prinz Bertil, Herzog von Halland (28. Februar 1912–5. Januar 1997) –  Sohn von König Gustaf VI. Adolf
9. Graf Sigvard Oskar von Wisborg (7. Juni 1907–4. Februar 2002) –  Sohn von König Gustaf VI. Adolf
10. Prinz Carl Bernadotte (10. Januar 1911–27. Juni 2003) –  Sohn von Prinz Carl, Herzog von Västergötland
11. Carl Johan Bernadotte, Graf von Wisborg (31. Oktober 1916–5. Mai 2012) –  Sohn von König Gustaf VI. Adolf
12. Prinzessin Lilian von Schweden, Herzogin von Halland (30. August 1915–10. März 2013) –  Gemahlin von Prinz Bertil, Herzog von Halland
13. Prinzessin Kristina Bernadotte (22. April 1932–4. November 2014) –  Gemahlin von Prinz Carl Bernadotte
14. Gunnila Bernadotte, Gräfin von Wisborg (12. Mai 1923–12. September 2016) –  zweite Gemahlin von Carl Johan Bernadotte, Graf von Wisborg